# Revenue Act
Revenue Act del 1766 fu emanato in risposta alle proteste contro lo Sugar Act (Legge sullo Zucchero) del 1764.
L'obiettivo era di ridurre le tensioni con le colonie dopo l'imposizione dello Sugar Act del 1764, che aveva introdotto nuove tasse sulle merci importate nelle colonie attraverso l'abolizione di alcune delle tasse dello Sugar Act, introduzione di nuovi dazi su alcuni beni importati nelle colonie, come il vetro, la carta, il tè e la vernice e nuove misure per rafforzare la riscossione delle tasse.
La legge non riuscì a placare completamente il malcontento dei coloni nei confronti della tassazione diretta da parte del Parlamento britannico e contribuì a mantenere vivo il dibattito sui diritti coloniali e sull'autorità del Parlamento. L'idea che il Parlamento potesse tassare le colonie senza concedere loro alcuna rappresentanza rimase un punto di forte tensione e contribuì allo scoppio della Rivoluzione Americana.

## Estratto
Segue un estratto del testo di legge:
Saranno raccolti, riscossi, riscossi e pagati a Sua Maestà, ai suoi eredi e successori, per e sui rispettivi beni di seguito menzionati ... importati dalla Gran Bretagna in qualsiasi colonia o piantagione in America ... diverse aliquote e dazi [sui] seguenti : [vetro, piombo, colori del pittore, tè e carta].
Ed è inoltre stabilito... che le suddette tariffe e dazi, imposti da questo atto sulle merci importate in qualsiasi colonia o piantagione britannica americana, saranno applicati, in primo luogo, nel modo indicato di seguito, per rendere più disposizioni certe e adeguate per l'incarico dell'amministrazione della giustizia e il sostegno del governo civile in tali colonie e piantagioni... e che il residuo di tali dazi sarà versato nella ricevuta dell'erario di Sua Maestà e sarà registrato separatamente e a parte tutte le altre somme pagate o pagabili a sua maestà, ai suoi eredi o successori; e sarà lì riservato, per essere di volta in volta disposto dal parlamento per sostenere le spese necessarie per difendere, proteggere e proteggere le colonie e le piantagioni britanniche in America.
E mentre per prevenire le frodi e regolare gli abusi, nelle usanze di Sua Maestà ... è lecito per qualsiasi ufficiale delle dogane di Sua Maestà, autorizzato con atto di assistenza sotto il sigillo della corte del tesoro di Sua Maestà, prendere un conestabile o altro pubblico ufficiale che abita nelle vicinanze. nel luogo e durante il giorno per entrare ed entrare in qualsiasi casa, negozio, cantina, magazzino o stanza o altro luogo, e, in caso di resistenza, per rompere porte, cassapanche, bauli e altri pacchi lì, per sequestrare, e da lì portare, qualsiasi tipo di merce o merce proibita o non abituata, e metterla e assicurarla nel magazzino di sua maestà vicino al luogo in cui tale sequestro deve essere effettuato, sia esso emanato, ed è emanato con la presente dall'autorità suddetta ...»
(Revenue Act)